# Amt Scheßlitz

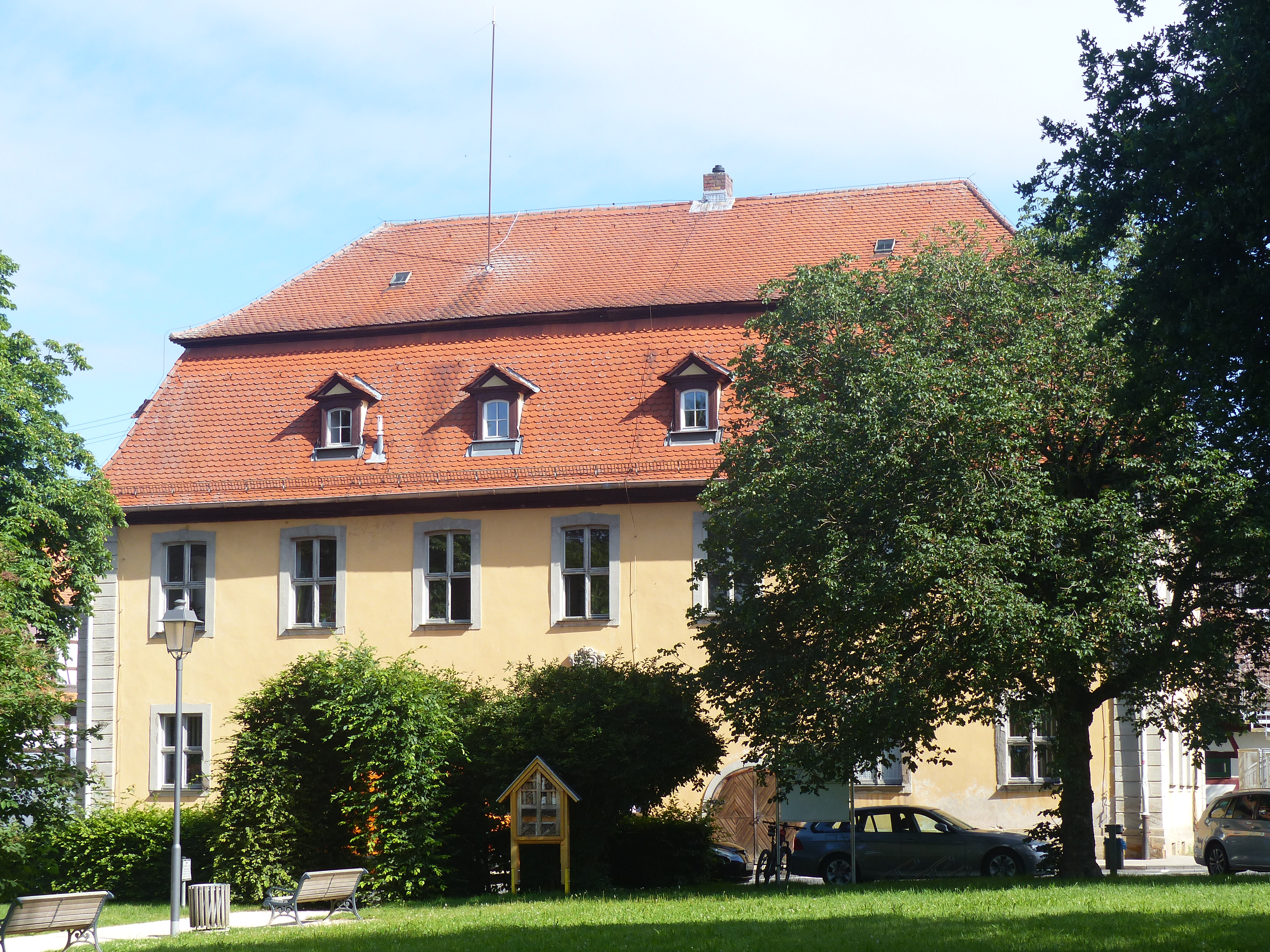
Das heutige Rathaus von Scheßlitz, der ehemalige Verwaltungssitz des Amtes Scheßlitz

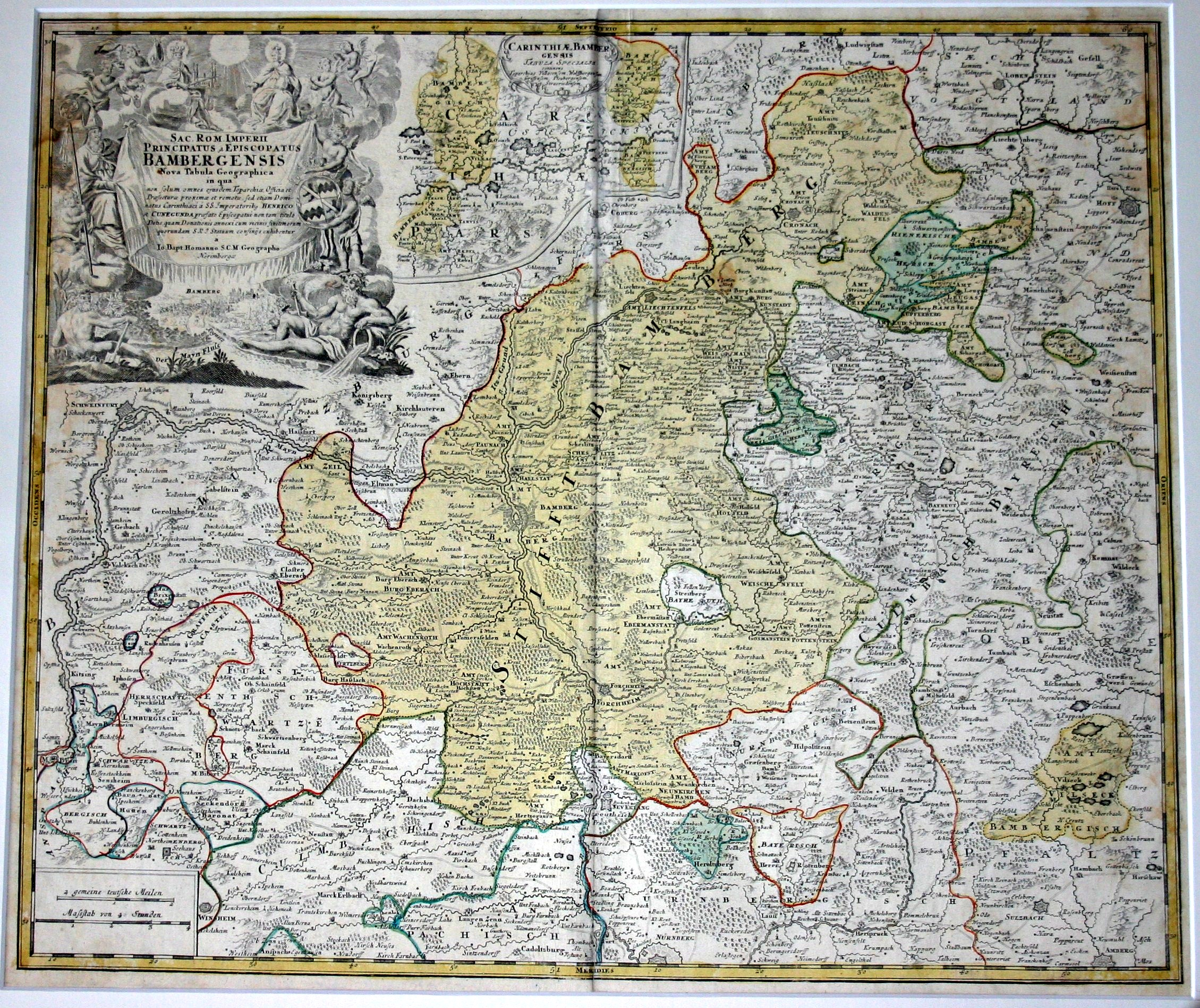
Das Territorium des Hochstiftes Bamberg

Das Amt Scheßlitz (auch Pflege Giech genannt) war ein Verwaltungsgebiet des Hochstiftes Bamberg, eines reichsunmittelbaren Territoriums im Heiligen Römischen Reich. Das dem Fränkischen Reichskreis zugeordnete Hochstift Bamberg war ein geistliches Fürstentum, das bis 1802 existierte.

## Geografie
Das im Nordosten des Bamberger Herrschaftsgebietes gelegene Amt war eines der größeren hochstiftischen Ämter. Es war nahezu vollständig von den bambergischen ÄmternHallstadt, Hollfeld, Lichtenfels, Memmelsdorf, Weismain, und Zapfendorf  bzw. Teilen (Exklaven) davon umgeben.

## Geschichte
Das Scheßlitzer Gebiet bildete über lange Zeit eine Enklave innerhalb des Bamberger Herrschaftsgebietes, die von den auf der Burg Giech residierenden Grafen von Truhendingen kontrolliert wurde. Erst in den Jahren 1382 und 1390 gelang dem Hochstift die vollständige Erwerbung dieses Territoriums.

## Struktur
Die Verwaltung des Amtes Scheßlitz bestand aus einem Oberamt, einem Vogteiamt, einem Steueramt, einem Kastenamt und einem Centamt.

### Amtssitz

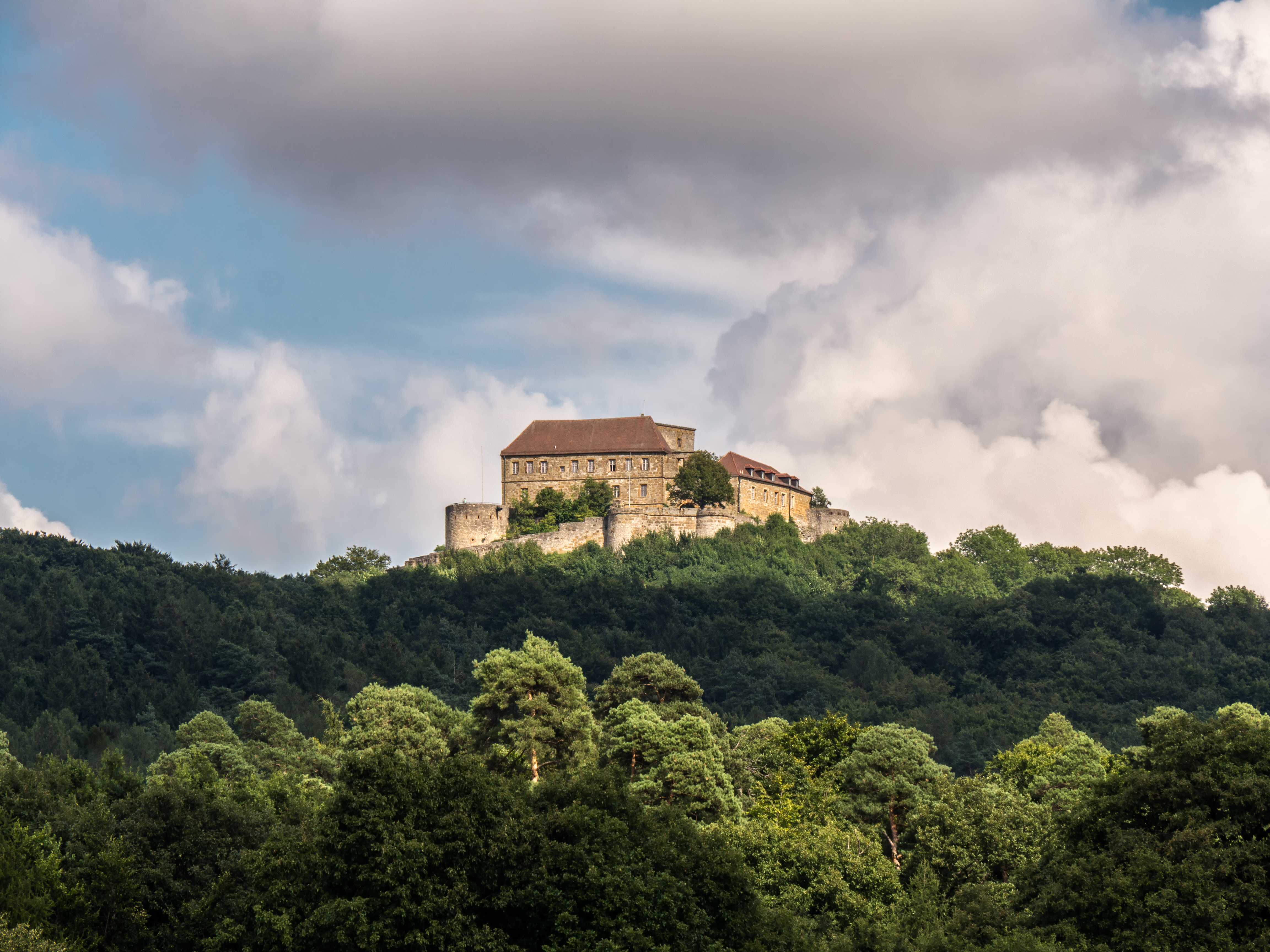
Die Burg Giech, der ursprüngliche Verwaltungssitz des Amtes Scheßlitz

Der Sitz der auch als Pflege Giech bezeichneten Scheßlitzer Amtsverwaltung befand sich ursprünglich auf der Burg Giech und wurde später in die Stadt Scheßlitz verlegt.

### Amtspersonal
An der Spitze der Amtsverwaltung stand ein Amtsvogt, der auch als Centrichter, Steuer- und Zolleinnehmer fungierte. Zum Amtspersonal gehörten außerdem ein Kastner, ein Amtsbote sowie ein Centknecht, der auch die Funktion eines Amtsknechtes ausübte.

### Oberamt
Das Oberamt Scheßlitz war eine Mittelbehörde, die ausschließlich repräsentative Tätigkeiten ausübte ohne Jurisdiktions- und Verwaltungsaufgaben. Das Amtspersonal bestand aus einem Oberamtmann und einem Oberamtssekretär.

### Vogteiamt
Das Vogteiamt Scheßlitz war eines der 54 Vogteiämter des Hochstifts Bamberg. Sein Vogteibezirk umfasste folgende Dorfmarkungen und Ortschaften:
Arnstein, Bojendorf, Demmelsdorf, Dörnwasserlos, Eichenhüll, Geisdorf, Giechburg, Gügel, Herzogenreuth, Hohenhäusling, Köttensdorf, Kremmeldorf, Kübelstein, Litzendorf, Ludwag, Mährenhüll, Neudorf bei Scheßlitz, Pausdorf, Peulendorf, Pünzendorf, Roschlaub, Schederndorf, Schweisdorf, Stadelhofen, Steinfeld, Straßgiech, Tiefenpölz, Wiesengiech, Windischletten, Wotzendorf, Würgau und Zeckendorf.
Außerdem gehörten zum Vogteibezirk des Scheßlitzer Amtes noch folgende Kondominate, d. h. Dorfmarkungen, in denen die Dorf- und Gemeindeherrschaft (DGH) entweder gemeinsam („cumulative“) oder abwechselnd („alternative“) ausgeübt wurde:
Ehrl (Kondominat mit dem bambergischen Amt Burgellern), Buckendorf (alternierendes Kondominat mit den übrigen Grundherren) und Schmerldorf (territorial geteilte DGH mit dem Vogteiamt Memmelsdorf, der Leithenbach bildete die Grenze).

### Centamt
Das Centamt Scheßlitz war eines der 29 Centämter des Hochstiftes Bamberg. Sein Hochgerichtsbezirk umfasste folgende Dorfmarkungen und Ortschaften:
Arnstein, Bojendorf, Burglesau, Demmelsdorf, Dörnwasserlos, Ehrl (Limitierte Cent des Domprobsteiamtes Burgellern), Eichenhüll, Geisdorf, Giechburg, Gräfenhäusling, Großziegenfeld, Gügel, Herzogenreuth, Hohenhäusling, Hopfenmühle (Limitierte Cent der Grafen von Giech-Thurnau), Köttensdorf, Kremmeldorf, Kübelstein, Kümmersreuth, Leimershof, Litzendorf, Ludwag, Mährenhüll, Melkendorf (geteilt mit dem Centamt Memmelsdorf), Neudorf bei Scheßlitz, Pausdorf, Peulendorf, Pfaffendorf, Pünzendorf, Roschlaub, Roßdorf am Berg, Roßdorf am Forst, Rothmannsthal, Sassendorf, Schederndorf, Scheßlitz, Schlappenreuth (Limitierte Cent des Domprobsteiamtes Burgellern), Schmerldorf (geteilt mit dem Centamt Memmelsdorf, der Leithenbach bildet die Grenze), Schweisdorf, Stadelhofen, Steinfeld, Straßgiech, Tiefenpölz, Wallersberg, Wattendorf (Limitierte Cent des Klosters Langheim), Wiesengiech, Windischletten, Wölkendorf (Limitierte Cent der Grafen von Giech-Thurnau), Wotzendorf, Würgau, Zeckendorf und Zeegendorf (geteilt mit dem Centamt Memmelsdorf, der Zeegenbach bildete die Grenze).

### Steueramt
Das Steueramt Scheßlitz war eines der 46 Steuerämter des Hochstiftes Bamberg. Der räumliche Wirkungsbereich des Steueramtes war deckungsgleich mit dem des Scheßlitzer Vogteiamtes.
Die wirtschaftliche Bedeutung des Amtes für das Hochstift Bamberg war groß. Es war das zweitertragsreichste Amt und wurde daher als Amt IV Klasse (von 5) geführt. Die Steuererträge des Steueramtes betrugen im Schnitt in der Amtszeit von Peter Philipp von Dernbach (1672–1683) 6931 und in der Amtszeit von Marquard Sebastian Schenk von Stauffenberg (1683–1693) 6830 fränkische Gulden pro Jahr.

### Kastenamt
Das Kastenamt Scheßlitz war eines der 24 Kastenämter des Hochstiftes Bamberg.

## Persönlichkeiten

### Oberamtmänner
- Friedrich Karl von Schaumburg (1770–1797)[58]
- Heinrich Karl von Schaumburg (1759–1770)[59]
- Karl Dietrich von Künsberg (1756–1759)[60]
- Marquard Sebastian Carl Christoph Anton von Pöllnitz (1735–1742)[61]
- Heinrich Karl von Bibra (1715–1717)[62]
- Adam Dietrich von Rieneck (nach 1666)[63]